# Delftsche Studenten Voetbalvereniging Ouwe Schoen
Delftsche Studenten Voetbalvereniging (D.S.V.V.) Ouwe Schoen is een amateurvoetbalvereniging uit Delft, Zuid-Holland, Nederland.

## Algemeen
De club werd op 9 november 1889 opgericht als Delftsche F.C.. De thuiswedstrijden worden op het sportcomplex van de Technische Universiteit Delft gespeeld.
In het seizoen 2018/19 speelt het eerste elftal in de Reserve 4e klasse zondag, daarnaast komen er nog drie seniorenteams in competitieverband uit.

## Geschiedenis
Twee vertegenwoordigers van de club, de heren H. Bijstra en E. Versteeghe, waren op 8 december 1889 aanwezig bij de vergadering waar de “Nederlandse Athletiek- en Voetbalbond”, de voorganger van de KNVB, werd opgericht.
'Ouwe Schoen' was een ondervereniging van de studentenvereniging het Delftsch Studenten Corps. Door een dalend ledenaantal eind jaren '60, bleek het voor D.S.V.V. 'Ouwe Schoen' niet mogelijk om voort te bestaan als een onafhankelijke vereniging. Daarom ontstond begin 1970 het plan om de teams van de 'Ouwe Schoen' toe te laten treden tot SVVV Taurus. Dit voorstel werd definitief aangenomen tijdens een ledenvergadering van 'Taurus' op 21 april 1970. Hierdoor werd Taurus een federatie waarin de S.V.V.V. 'Taurus' en de D.S.V.V. participeerden onder de naam Studenten Voetbalvereniging 'Taurus'. Sinds het seizoen 2016/17 is D.S.V.V. 'Ouwe Schoen' weer een zelfstandige vereniging.
Ariston '80 · DSV Concordia · Delfia · DVV Delft · DHC Delft · SV DHL · DVC Delft · Full Speed · DSVV Ouwe Schoen · VV SEP · SVVV Taurus · Vitesse Delft · SV Wippolder